# Exochella longirostris
Exochella longirostris är en mossdjursart som beskrevs av Jullien 1888. Exochella longirostris ingår i släktet Exochella och familjen Exochellidae.
Artens utbredningsområde är Mexikanska golfen. Inga underarter finns listade i Catalogue of Life.